# Ľuboš Križko
Ľuboš Križko (* 9. August 1979 in Trenčín) ist ein slowakischer Schwimmer.

## Werdegang
Križkos Spezialstrecke ist die 50-Meter-Rückendistanz, da er in dieser Lage seine besten Ergebnisse vorweisen kann.
Er nahm an den Olympischen Sommerspielen 2004 in Athen und an den Sommerspielen 2008 in Peking teil. In Athen wurde er über die 100 Meter Rücken 27. und in Peking konnte er über die gleiche Strecke den 13. Endrang belegen.
Bei den Kurzbahneuropameisterschaften 2008 in Rijeka stellte er im Semifinale über 50 Meter Rücken einen neuen Europarekord auf. Im Finale belegte er den dritten Endrang und gewann somit nach den Kurzbahneuropameisterschaften 2006 in Helsinki und den Langbahneuropameisterschaften 2008 in Eindhoven seine dritte Bronzemedaille.